# اولسیا بابوشکینا
اولسیا بابوشکینا (به انگلیسی: Olesya Babushkina) ژیمناست زادهٔ ۳۰ ژانویهٔ ۱۹۸۹ میلادی اهل کشور بلاروس است.